# Parell de Cooper
En física de la matèria condensada, un parell de Cooper o parell BCS (parell Bardeen-Cooper-Schrieffer) és un parell d'electrons (o altres fermions) units a baixes temperatures d'una manera determinada per primera vegada el 1956 pel físic estatunidenc Leon Cooper.

## Parell de Cooper
Cooper va demostrar que una atracció arbitràriament petita entre electrons en un metall pot fer que un estat aparellat d'electrons tingui una energia inferior a l'energia de Fermi, la qual cosa implica que el parell està lligat. En els superconductors convencionals, aquesta atracció es deu a la interacció electró-fonó. L'estat del parell de Cooper és responsable de la superconductivitat, tal com es descriu a la teoria BCS desenvolupada per John Bardeen, Leon Cooper i John Schrieffer, per la qual van compartir el Premi Nobel de 1972.
Tot i que l'aparellament de Cooper és un efecte quàntic, el motiu de l'aparellament es pot veure a partir d'una explicació clàssica simplificada.
Un electró en un metall normalment es comporta com una partícula lliure. L'electró és repel·lit d'altres electrons a causa de la seva càrrega negativa, però també atrau els ions positius que formen la xarxa rígida del metall. Aquesta atracció distorsiona la xarxa iònica, movent els ions lleugerament cap a l'electró, augmentant la densitat de càrrega positiva de la xarxa de les proximitats. Aquesta càrrega positiva pot atreure altres electrons. A llargues distàncies, aquesta atracció entre electrons a causa dels ions desplaçats pot superar la repulsió dels electrons a causa de la seva càrrega negativa i fer que s'aparellin. La rigorosa explicació de la mecànica quàntica mostra que l'efecte es deu a les interaccions electró-fonó, sent el fonó el moviment col·lectiu de la xarxa carregada positivament.
L'energia de la interacció d'aparellament és força feble, de l'ordre de 10−3 eV, i l'energia tèrmica pot trencar fàcilment els parells. Per tant, només a baixes temperatures, en metalls i altres substrats, hi ha un nombre significatiu d'electrons units en parells de Cooper.
Els electrons d'un parell no estan necessàriament junts; com que la interacció és de llarg abast, els electrons aparellats encara poden estar separats a molts centenars de nanòmetres. Aquesta distància sol ser més gran que la distància interelectrònica mitjana de manera que molts parells de Cooper poden ocupar el mateix espai.
Els electrons tenen espín 1⁄2, per tant són fermions, però l'espín total d'un parell de Cooper és enter (0 o 1), per la qual cosa és un bosó compost. Això significa que les funcions d'ona són simètriques sota l'intercanvi de partícules. Per tant, a diferència dels electrons, es permet que múltiples parells de Cooper estiguin en el mateix estat quàntic, que és responsable del fenomen de la superconductivitat.
La teoria BCS també és aplicable a altres sistemes de fermions, com l'heli-3. De fet, l'aparellament de Cooper és responsable de la superfluïdesa de l'heli-3 a baixes temperatures. El 2008 es va proposar que els parells de bosons en una xarxa òptica poguessin ser similars als parells de Cooper.

## Relació amb la superconductivitat
La tendència de tots els parells de Cooper d'un cos a «condensar-se» en el mateix estat quàntic fonamental és responsable de les propietats peculiars de la superconductivitat.
Cooper va considerar originalment només el cas de la formació d'una parella aïllada en un metall. Quan es considera l'estat més realista de moltes formacions de parells electrònics, tal com s'aclareix a la teoria BCS completa, es troba que l'aparellament obre un buit en l'espectre continu dels estats d'energia permesos dels electrons, el que significa que totes les excitacions del sistema han de posseeix una quantitat mínima d'energia. Aquesta buit a les excitacions condueix a la superconductivitat, ja que les excitacions petites com la dispersió d'electrons estan prohibides.
El buit apareix a causa dels efectes de molts cossos entre els electrons que senten l'atracció.
R. A. Ogg Jr., va ser el primer a suggerir que els electrons podrien actuar com a parells acoblats per vibracions de la xarxa del material. Això es va indicar per l'efecte isòtop observat en els superconductors. L'efecte isòtop va demostrar que els materials amb ions més pesats (diferents isòtops nuclears) tenien temperatures de transició superconductores més baixes. Això es pot explicar per la teoria de l'aparellament de Cooper: els ions més pesats són més difícils d'atraure i moure els electrons (com es formen els parells de Cooper), el que resulta en una energia d'enllaç més petita per als parells
La teoria dels parells de Cooper és força general i no depèn de la interacció específica electró-fonó. Els teòrics de la matèria condensada han proposat mecanismes d'aparellament basats en altres interaccions atractives com les interaccions electró-excitó o interaccions electró-plasmó. Actualment, cap d'aquestes altres interaccions d'aparellament s'ha observat en cap material.
Un experiment per crear un parell de Cooper a partir de positrons faria una gran contribució per entendre la formació d'un parell d'electrons.
Cal esmentar que l'aparellament de Cooper no implica l'aparellament d'electrons individuals per formar «quasi-bosons». Els estats aparellats s'afavoreixen energèticament, i els electrons entren i surten d'aquests estats preferentment. Aquesta és una bona distinció que fa John Bardeen:
| « | La idea d'electrons aparellats, tot i que no és del tot precisa, en capta el sentit. | » |

La descripció matemàtica de la coherència de segon ordre implicada aquí la dona Yang.